# Lidia Mizinova
Lidia Mizinova ou (selon son diminutif) Lika Mizinova (en langue russe : Мизинова, Лидия Стахиевна) épouse Chenberg, née à Moscou le 8 mai 1870 et décédée le 5 février 1939 dans le 16e arrondissement de Paris, est une chanteuse russe, actrice de théâtre, traductrice, essayiste, critique littéraire et de théâtre. Amie intime d'Anton Tchekhov, elle est le modèle de cet écrivain pour le personnage de Nina Zaretchna dans sa pièce La Mouette.

## Biographie
Elle a été élevée dans le village de Podsosene où son grand-père, Alexandre Tikhonovitch, possède un domaine. Elle a deux sœurs : la cadette était une excellent pianiste. Son aînée hérite du domaine du grand-père. Ce dernier est lieutenant-colonel, époux d'Anna Serguéevna Somova Dans sa jeunesse, durant son service militaire chez les lanciers de Sibérie, il appartenait au cercle des amis d'Alexandre Pouchkine à l'époque où il était caserné à Bejetsk.
Lidia passe son enfance dans cette propriété, sous la garde de sa grand-tante Sofia Johanson. Elle obtient le diplôme des Cours Guerrier, établissement académique supérieur pour jeunes femmes, à la fin des années 1880. Devenue professeur de langue russe dans un lycée de jeunes filles, elle y rencontre Maria Tchekhova, qui devient son amie proche et le restera de nombreuses années. À l'automne 1889, Lidia est invitée dans la famille Tchekhov. Anton Tchekhov est déjà un écrivain réputé à cette époque. Présentée à l'entourage de l'écrivain, on lui donne le diminutif de Lika.
Elle exerce de multiples professions. Outre ses activités au lycée, elle donne des cours particuliers de français, est employée à la Douma de Moscou, fait des traductions de l'allemand, essaye de devenir modiste. Mais elle ne se retrouve dans aucune de ces professions.
Ses contemporains lui accordent deux qualités certaines : sa beauté et son talent pour la musique.
« 
Lika était une jeune fille d'une grande beauté. C'était « La Princesse cygne » des contes russes. Ses cheveux blonds bouclés, ses beaux yeux gris sous des sourcils foncés, sa féminité, sa douceur, son rejet des minauderies, sa simplicité presque austère la rendaient charmante. Mais elle ne semblait pas se rendre compte combien elle était belle. Elle était terriblement gênée  lorsque ses amis de la compagnie de Sofia Kouvchinnikova faisaient allusion de manière insolente à sa beauté. Mais elle ne pouvait pas empêcher que l'on se retourne sur elle dans la rue ou qu'on la dévisage au théâtre  »

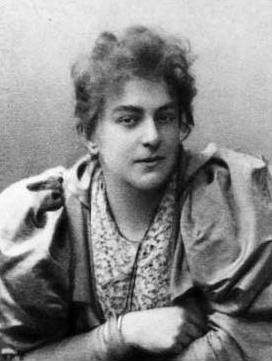
Lika Mizinova en 1890

En 1894, un écrivain à la mode, marié et séducteur invétéré, ami de Tchekhov, Ignati Potapenko, fait la connaissance de Lika à Melikhovo, dans la propriété de la famille Tchekhov. Lika est désespérément amoureuse d'Anton Tchekov. Mais une relation avec Ignati s'engage, non sans l'appui de Tchekhov. Bientôt les amants partent pour Paris. Là, Lika donne naissance à un enfant qui meurt en bas âge. Potapenko retourne en Russie auprès de sa femme et menace de se suicider. Apprenant la naissance de l'enfant, Tchekhov traite Potapenko de «porc » dans une lettre privée. Plus tard, Tchekhov s'inspira du couple Lika-Potapenko dans sa pièce La Mouette pour les personnages de Trigorine et de Nina.
En 1901-1902, elle termine ses cours de chant et joue sous le pseudonyme de « Lika » au Théâtre dramatique de Moscou.
En 1902 elle abandonne la scène et se marie avec l'acteur et metteur en scène du Théâtre d'art de Moscou Alexandre Sanine, qui deviendra plus tard un metteur en scène d'opéra réputé.
En 1922 elle quitte son mari et part à l'étranger. Elle meurt de tuberculose le 5 février 1939. Elle est enterrée à Paris, au cimetière russe de Sainte-Geneviève-des-Bois, avec Catherine Akimovna Sanina (1872-1956) membre de la famille de son ex-mari.